# Hans van Mierlo
Henricus Antonius Franciscus Maria Oliva (Hans) van Mierlo (ur. 18 sierpnia 1931 w Bredzie, zm. 11 marca 2010 w Amsterdamie) – holenderski polityk i dziennikarz, minister obrony (1981–1982), wicepremier i minister spraw zagranicznych (1994–1998), parlamentarzysta, współtwórca i długoletni lider Demokratów 66.

## Życiorys
W 1960 ukończył studia prawnicze na Katolickim Uniwersytecie w Nijmegen. W latach 1957–1967 zajmował się dziennikarstwem, początkowo w „l'Indepedent” w Perpignan, a po powrocie do Holandii w „Algemeen Handelsblad”.
W 1966 był jednym z głównych założycieli socjalliberalnej partii Demokraci 66. W latach 1966–1973 i 1986–1998 był liderem tego ugrupowania, kierował również jego frakcją parlamentarną. Pomiędzy 1967 a 1998 zasiadał z przerwami w Stanach Generalnych, zarówno w Tweede Kamer, a od 1983 do 1986 w Eerste Kamer. Od września 1981 do listopada 1982 sprawował urząd ministra obrony w gabinecie Driesa van Agta. Od sierpnia 1994 do sierpnia 1998 był natomiast wicepremierem i ministrem spraw zagranicznych w rządzie Wima Koka.
Uhonorowany tytułem ministra stanu (2010), odznaczony Komandorią Orderu Oranje-Nassau (1982), Komandorią Legii Honorowej, Wielkim Krzyżem Zasługi z Gwiazdą i Wstęgą Orderu Zasługi Republiki Federalnej Niemiec (2003).
Był trzykrotnie żonaty, w tym od 2009 z pisarką Connie Palmen. Miał troje dzieci z dwóch pierwszych związków.